# Сретенская церковь (Серпухов)
Сре́тенская це́рковь (Це́рковь Сре́тения Госпо́дня) — православный храм в городе Серпухове Московской области. Расположен в Занарье, в бывшей кузнечной Космодемьянской слободе, по адресу Улица Карла Маркса, дом 36, на пересечении с переулком Кадомского. Исторический памятник федеральной категории охраны.

## История
Каменное здание церкви сооружено в 1702 году на месте деревянного храма, известного с XVI века.. В 1813 году пристроена трапезная, в 1833 году построена новая колокольня, заменившая собой предшествующую ей шатровую. В 1889 году в отдельном здании при церкви открылась церковно-приходская школа. В конце 1930-х годов храм закрыт, колокольня разрушена. Возвращён церкви в конце 1990-х годов в руинированном состоянии. В 2009-2018 годы велась реставрация церкви.

## Архитектурные особенности
Сретенский храм является образцом московского барокко. Имеет тип восьмерик на четверике. Более поздняя трапезная с двумя приделами выстроена в классическом стиле.